# LPC (프로그래밍 언어)
LPC(Lars Pensjö C)는 C에서 파생된 객체 지향 프로그래밍 언어이며 LPMud 상에서 MUD의 빌드를 용이케 하기 위해 Lars Pensjö가 처음 개발하였다. 게임 개발용으로 설계되었으나 언어의 유연성으로 말미암아 다양한 목적으로 쓰일 수 있게 되었고 파이크라는 언어로 발전하였다.
LPC 문법은 C/C++의 영향을 받은 C 계열 언어에서 볼 수 있다.